# Formuła 1 Sezon 1951
Sezon 1951 Formuły 1 – drugi sezon Formuły 1, trwający od 27 maja do 28 października 1951.

## Lista startowa
| Zespół                                 | Konstruktor       | Podwozie | Silnik                 | Opony | Kierowcy                   | Rundy       |
| -------------------------------------- | ----------------- | -------- | ---------------------- | ----- | -------------------------- | ----------- |
| Ecurie Belge                           | Talbot-Lago       | T26C     | Talbot 23CV 4.5 L6     | D     | Johnny Claes               | 1, 3-8      |
| Philippe Étancelin (prywatnie)         | Talbot-Lago       | T26C     | Talbot 23CV 4.5 L6     | D     | Philippe Étancelin         | 1, 3-4, 6-8 |
| Yves Giraud-Cabantous (prywatnie)      | Talbot-Lago       | T26C     | Talbot 23CV 4.5 L6     | D     | Yves Giraud-Cabantous      | 1, 3-4, 6-8 |
| Yves Giraud-Cabantous (prywatnie)      | Talbot-Lago       | T26C     | Talbot 23CV 4.5 L6     | D     | Guy Mairesse               | 1, 4        |
| Ecurie Rosier                          | Talbot-Lago       | T26C     | Talbot 23CV 4.5 L6     | D     | Louis Rosier               | 1, 3-8      |
| Ecurie Rosier                          | Talbot-Lago       | T26C     | Talbot 23CV 4.5 L6     | D     | Henri Louveau              | 1           |
| Ecurie Rosier                          | Talbot-Lago       | T26C     | Talbot 23CV 4.5 L6     | D     | Louis Chiron               | 3-8         |
| HWMotors                               | HWM-Alta          | 51       | Alta F2 2.0 L4         | D     | George Abecassis           | 1           |
| HWMotors                               | HWM-Alta          | 51       | Alta F2 2.0 L4         | D     | Stirling Moss              | 1           |
| Scuderia Ferrari                       | Ferrari           | 375      | Ferrari 375 4.5 V12    | P E   | Luigi Villoresi            | 1, 3-8      |
| Scuderia Ferrari                       | Ferrari           | 375      | Ferrari 375 4.5 V12    | P E   | Alberto Ascari             | 1, 3-8      |
| Scuderia Ferrari                       | Ferrari           | 375      | Ferrari 375 4.5 V12    | P E   | Piero Taruffi              | 1, 3, 6-8   |
| Scuderia Ferrari                       | Ferrari           | 375      | Ferrari 375 4.5 V12    | P E   | José Froilán González      | 4-8         |
| Alfa Romeo SpA                         | Alfa Romeo        | 159      | Alfa Romeo 158 1.5 L8s | P     | Giuseppe Farina            | 1, 3-8      |
| Alfa Romeo SpA                         | Alfa Romeo        | 159      | Alfa Romeo 158 1.5 L8s | P     | Juan Manuel Fangio         | 1, 3-8      |
| Alfa Romeo SpA                         | Alfa Romeo        | 159      | Alfa Romeo 158 1.5 L8s | P     | Toulo de Graffenried       | 1, 7-8      |
| Alfa Romeo SpA                         | Alfa Romeo        | 159      | Alfa Romeo 158 1.5 L8s | P     | Consalvo Sanesi            | 1, 3-5      |
| Alfa Romeo SpA                         | Alfa Romeo        | 159      | Alfa Romeo 158 1.5 L8s | P     | Luigi Fagioli              | 4           |
| Alfa Romeo SpA                         | Alfa Romeo        | 159      | Alfa Romeo 158 1.5 L8s | P     | Felice Bonetto             | 5-8         |
| Alfa Romeo SpA                         | Alfa Romeo        | 159      | Alfa Romeo 158 1.5 L8s | P     | Paul Pietsch               | 6           |
| Enrico Platé                           | Maserati          | 4CLT/48  | Maserati 4CLT 1.5 L4s  | P     | Louis Chiron               | 1           |
| Enrico Platé                           | Maserati          | 4CLT/48  | Maserati 4CLT 1.5 L4s  | P     | Harry Schell               | 1, 4        |
| Enrico Platé                           | Maserati          | 4CLT/48  | Maserati 4CLT 1.5 L4s  | P     | Toulo de Graffenried       | 4, 6        |
| Enrico Platé                           | Maserati          | 4CLT/48  | Maserati 4CLT 1.5 L4s  | P     | Paul Pietsch               | 6           |
| Écurie Espadon                         | Ferrari           | 212      | Ferrari 212 2.5 V12    | P     | Rudolf Fischer             | 1, 6-7      |
| José Froilán González (prywatnie)      | Talbot-Lago       | T26C     | Talbot 23CV 4.5 L6     | D     | José Froilán González      | 1           |
| Peter Hirt (prywatnie)                 | Veritas           | Meteor   | Veritas 2.0 L6         | P     | Peter Hirt                 | 1           |
| Ecurie Belgique                        | Talbot-Lago       | T26C     | Talbot 23CV 4.5 L6     | D     | André Pilette              | 3           |
| Ecurie Belgique                        | Talbot-Lago       | T26C     | Talbot 23CV 4.5 L6     | D     | Jacques Swaters            | 6-7         |
| Pierre Levegh (prywatnie)              | Talbot-Lago       | T26C     | Talbot 23CV 4.5 L6     | D     | Pierre Levegh              | 3, 6-7      |
| Graham Whitehead (prywatnie)           | Ferrari           | 125      | Ferrari 125 1.5 V12s   | D     | Peter Whitehead            | 4           |
| GA Vandervell                          | Ferrari           | 375 tw   | Ferrari 375 4.5 V12    | P     | Reg Parnell                | 4           |
| GA Vandervell                          | Ferrari           | 375 tw   | Ferrari 375 4.5 V12    | P     | Peter Whitehead            | 5           |
| Equipe Gordini                         | Simca-Gordini     | T15 T11  | Gordini 15C 1.5 L4s    | E     | Robert Manzon              | 4, 6-8      |
| Equipe Gordini                         | Simca-Gordini     | T15 T11  | Gordini 15C 1.5 L4s    | E     | Maurice Trintignant        | 4, 6-8      |
| Equipe Gordini                         | Simca-Gordini     | T15 T11  | Gordini 15C 1.5 L4s    | E     | André Simon                | 4, 6-8      |
| Equipe Gordini                         | Simca-Gordini     | T15 T11  | Gordini 15C 1.5 L4s    | E     | Aldo Gordini               | 4           |
| Equipe Gordini                         | Simca-Gordini     | T15 T11  | Gordini 15C 1.5 L4s    | E     | Jean Behra                 | 7           |
| Eugène Chaboud (prywatnie)             | Talbot-Lago       | T26C     | Talbot 23CV 4.5 L6     | D     | Eugène Chaboud             | 4           |
| Scuderia Milano                        | Maserati-Speluzzi | 4CLT/50  | Speluzzi 1.5 L4        | P     | Onofre Marimón             | 4           |
| Scuderia Milano                        | Maserati-Speluzzi | 4CLT/50  | Speluzzi 1.5 L4        | P     | Francisco Godia            | 8           |
| Scuderia Milano                        | Maserati-Speluzzi | 4CLT/50  | Speluzzi 1.5 L4        | P     | Juan Jover                 | 8           |
| Joe Kelly (prywatnie)                  | Alta              | GP       | Alta 1.5 L4s           | D     | Joe Kelly                  | 5           |
| BRM Ltd                                | BRM               | P15      | BRM P15 1.5 V16s       | D     | Reg Parnell                | 5, 7        |
| BRM Ltd                                | BRM               | P15      | BRM P15 1.5 V16s       | D     | Peter Walker               | 5           |
| BRM Ltd                                | BRM               | P15      | BRM P15 1.5 V16s       | D     | Ken Richardson             | 7           |
| BRM Ltd                                | BRM               | P15      | BRM P15 1.5 V16s       | D     | Hans Stuck                 | 7           |
| Bob Gerard (prywatnie)                 | ERA               | B        | ERA 1.5 L6s            | D     | Bob Gerard                 | 5           |
| Brian Shawe-Taylor (prywatnie)         | ERA               | B        | ERA 1.5 L6s            | D     | Brian Shawe-Taylor         | 5           |
| Scuderia Ambrosiana                    | Maserati          | 4CLT/48  | Maserati 4CLT 1.5 L4s  | D     | David Murray               | 5-6         |
| John James (prywatnie)                 | Maserati          | 4CLT/48  | Maserati 4CLT 1.5 L4s  | D     | John James                 | 5           |
| Philip Fotheringham-Parker (prywatnie) | Maserati          | 4CL      | Maserati 4CLT 1.5 L4s  | D     | Philip Fotheringham-Parker | 5           |
| Duncan Hamilton (prywatnie)            | Talbot-Lago       | T26C     | Talbot 23CV 4.5 L6     | D     | Duncan Hamilton            | 5-6         |
| Antonio Branca (prywatnie)             | Maserati          | 4CLT/48  | Maserati 4CLT 1.5 L4s  | P     | Toni Branca                | 6           |
| Francisco Landi (prywatnie)            | Ferrari           | 375      | Ferrari 375 4.5 V12    | P     | Chico Landi                | 7           |
| Peter Whitehead (prywatnie)            | Ferrari           | 125      | Ferrari 125 1.5 V12s   | D     | Peter Whitehead            | 1, 7        |
| OSCA Automobili                        | OSCA              | 4500G    | OSCA 4500 4.5 V12      | P     | Franco Rol                 | 7           |
| Birabongse Bhanudej (prywatnie)        | Maserati-OSCA     | 4CLT/48  | OSCA 4500 4.5 V12      | P     | Birabongse Bhanudej        | 8           |
| Georges Grignard (prywatnie)           | Talbot-Lago       | T26C     | Talbot 23CV 4.5 L6     | D     | Georges Grignard           | 8           |

1. 1 2  Paul Pietsch podczas treningów jeździł w zespole Enrico Platé, lecz w kwalifikacjach i wyścigu ścigał się w Alfie Romeo.

## Eliminacje
| Runda | Nazwa                        | Tor                          | Data            | Pole position         | Najszybsze okr.    | Zwycięzca                        | Stajnia      | Wynik |
| ----- | ---------------------------- | ---------------------------- | --------------- | --------------------- | ------------------ | -------------------------------- | ------------ | ----- |
| 1     | Grand Prix Szwajcarii        | Circuit Bremgarten           | 27 maja         | Juan Manuel Fangio    | Juan Manuel Fangio | Juan Manuel Fangio               | Alfa Romeo   | Wynik |
| 2     | Indianapolis 500             | Indianapolis Motor Speedway  | 30 maja         | Duke Nalon            | Lee Wallard        | Lee Wallard                      | Kurtis Kraft | Wynik |
| 3     | Grand Prix Belgii            | Circuit de Spa-Francorchamps | 17 czerwca      | Juan Manuel Fangio    | Juan Manuel Fangio | Giuseppe Farina                  | Alfa Romeo   | Wynik |
| 4     | Grand Prix Francji           | Reims-Gueux                  | 1 lipca         | Juan Manuel Fangio    | Juan Manuel Fangio | Juan Manuel Fangio Luigi Fagioli | Alfa Romeo   | Wynik |
| 5     | Grand Prix Wielkiej Brytanii | Silverstone Circuit          | 14 lipca        | José Froilán González | Giuseppe Farina    | José Froilán González            | Ferrari      | Wynik |
| 6     | Grand Prix Niemiec           | Nürburgring                  | 29 lipca        | Alberto Ascari        | Juan Manuel Fangio | Alberto Ascari                   | Ferrari      | Wynik |
| 7     | Grand Prix Włoch             | Autodromo Nazionale di Monza | 16 września     | Juan Manuel Fangio    | Giuseppe Farina    | Alberto Ascari                   | Ferrari      | Wynik |
| 8     | Grand Prix Hiszpanii         | Pedralbes                    | 28 października | Alberto Ascari        | Juan Manuel Fangio | Juan Manuel Fangio               | Alfa Romeo   | Wynik |

## Wyniki

### Klasyfikacja kierowców
| Legenda oznaczeń w tabelach wyników Wyświetl szablon na nowej stronie | Legenda oznaczeń w tabelach wyników Wyświetl szablon na nowej stronie                                                                     |
| Oznaczenie                                                            | Wyjaśnienie |
| --------------------------------------------------------------------- | --- |
| Złoty                                                                 | Zwycięzca lub mistrzostwo |
| Srebrny                                                               | 2. miejsce lub wicemistrzostwo |
| Brązowy                                                               | 3. miejsce lub II wicemistrzostwo |
| Zielony                                                               | Ukończył, punktował (w klasyfikacji generalnej, gdy zdobył co najmniej jeden punkt na przestrzeni sezonu, poza trzema powyższymi opcjami) |
| Niebieski                                                             | Ukończył, nie punktował (w klasyfikacji generalnej, gdy nie zdobył co najmniej jednego punktu na przestrzeni sezonu)                      |
| Czerwony                                                              | Nie zakwalifikował się (NZ) |
| Czerwony                                                              | Nie prekwalifikował się (NPK) |
| Różowy                                                                | Nie ukończył (NU) |
| Różowy                                                                | Niesklasyfikowany (NS) (w klasyfikacji generalnej, gdy nie został sklasyfikowany w żadnym wyścigu sezonu)                                 |
| Czarny                                                                | Zdyskwalifikowany (DK) |
| Czarny                                                                | Wykluczony (WYK/EX) |
| Biały                                                                 | Nie wystartował (NW) |
| Biały                                                                 | Kontuzjowany (K/INJ) |
| Biały                                                                 | Wyścig odwołany (OD/C) |
| Bez koloru                                                            | Został wycofany (WYC/WD) |
| Bez koloru                                                            | Nie przybył (NP/DNA) |
| Bez koloru                                                            | Nie brał udziału w treningach (NT/DNP) |
| Bez koloru                                                            | Nie został zgłoszony (–) |
| Pogrubienie                                                           | Start z pole position |
| Kursywa                                                               | Najszybsze okrążenie wyścigu |
| †                                                                     | Nie ukończył, ale jego rezultat został zaliczony ze względu na przejechanie więcej niż 90% dystansu wyścigu.                              |
| *                                                                     | Sezon w trakcie |
| 1/2/3                                                                 | Punktowana pozycja w sprincie kwalifikacyjnym                                                                                             |
| Lista systemów punktacji Formuły 1                                    | |

Punktacja:

Wyścig: 8-6-4-3-2 (pięć pierwszych pozycji)

Najszybsze okrążenie: 1 punkt

Do klasyfikacji zaliczano 4 najlepszych wyników. W nawiasach podano wyniki, które nie liczyły się do klasyfikacji (w przypadku poszczególnych wyników) oraz łączna liczba punktów, gdyby liczyć wszystkie wyścigi.
| Poz. | Kierowca                   | SUI | USA | BEL | FRA  | GBR  | DEU | ITA | ESP | Pkt.    |
| ---- | -------------------------- | --- | --- | --- | ---- | ---- | --- | --- | --- | ------- |
| 1    | Juan Manuel Fangio         | 1   | –   | (9) | (1‡) | 2    | 2   | NU  | 1   | 31 (37) |
| 2    | Alberto Ascari             | 6   | –   | 2   | 2‡   | NU   | 1   | 1   | (4) | 25 (28) |
| 3    | José Froilán González      | NU  | –   | NP  | (2‡) | 1    | 3   | 2   | 2   | 24 (27) |
| 4    | Giuseppe Farina            | 3   | –   | 1   | (5)  | (NU) | NU  | 3‡  | 3   | 19 (21) |
| 5    | Luigi Villoresi            | NU  | –   | 3   | 3    | 3    | 4   | (4) | NU  | 15 (18) |
| 6    | Piero Taruffi              | 2   | –   | NU  | WD   | –    | 5   | 5   | NU  | 10      |
| 7    | Lee Wallard                | –   | 1   | –   | –    | –    | –   | –   | –   | 9       |
| 8    | Felice Bonetto             | –   | –   | –   | –    | 4    | NU  | 3‡  | 5   | 7       |
| 9    | Mike Nazaruk               | –   | 2   | –   | –    | –    | –   | –   | –   | 6       |
| 10   | Reg Parnell                | –   | –   | NP  | 4    | 5    | –   | NW  | NP  | 5       |
| 11   | Luigi Fagioli              | –   | –   | –   | 1‡   | –    | –   | –   | –   | 4       |
| 12   | Consalvo Sanesi            | 4   | –   | NU  | 10   | 6    | –   | K   | –   | 3       |
| =    | Louis Rosier               | 9   | –   | 4   | NU   | 10   | 8   | 7   | 7   | 3       |
| =    | Andy Linden                | –   | 4   | –   | –    | –    | –   | –   | –   | 3       |
| 15   | Jack McGrath               | –   | 3‡  | –   | –    | –    | –   | –   | –   | 2       |
| =    | Manny Ayulo                | –   | 3‡  | –   | –    | –    | –   | –   | –   | 2       |
| 17   | Emmanuel de Graffenried    | 5   | –   | –   | NU   | –    | NU  | NU  | 6   | 2       |
| =    | Yves Giraud-Cabantous      | NU  | –   | 5   | 7    | –    | NU  | 8   | NU  | 2       |
| =    | Bobby Ball                 | –   | 5   | –   | –    | –    | –   | –   | –   | 2       |
| –    | Louis Chiron               | 7   | –   | NU  | 6    | NU   | NU  | NU  | NU  | 0       |
| –    | Rudi Fischer               | 11  | –   | –   | –    | –    | 6   | K   | –   | 0       |
| –    | André Simon                | NP  | –   | –   | NU   | WD   | NU  | 6   | NU  | 0       |
| –    | Henry Banks                | –   | 6   | –   | –    | –    | –   | –   | –   | 0       |
| –    | André Pilette              | –   | –   | 6   | –    | –    | –   | –   | –   | 0       |
| –    | Robert Manzon              | WD  | –   | –   | NU   | WD   | 7   | NU  | 9   | 0       |
| –    | Johnny Claes               | 13  | –   | 7   | NU   | 13   | 11  | NU  | NU  | 0       |
| –    | Carl Forberg               | –   | 7   | –   | –    | –    | –   | –   | –   | 0       |
| –    | Peter Walker               | –   | –   | –   | –    | 7    | –   | –   | –   | 0       |
| –    | Pierre Levegh              | –   | –   | 8   | –    | –    | 9   | NU  | –   | 0       |
| –    | Philippe Étancelin         | 10  | –   | NU  | NU   | WD   | NU  | –   | 8   | 0       |
| –    | Brian Shawe-Taylor         | –   | –   | –   | WD   | 8    | –   | –   | –   | 0       |
| –    | Stirling Moss              | 8   | –   | –   | –    | –    | –   | –   | –   | 0       |
| –    | Duane Carter               | –   | 8   | –   | –    | –    | –   | –   | –   | 0       |
| –    | Eugène Chaboud             | –   | –   | –   | 8    | –    | –   | –   | –   | 0       |
| –    | Guy Mairesse               | 14  | –   | –   | 9    | –    | –   | –   | –   | 0       |
| –    | Peter Whitehead            | NU  | –   | –   | NU   | 9    | –   | NU  | NP  | 0       |
| –    | Franco Rol                 | –   | –   | –   | –    | –    | –   | 9   | –   | 0       |
| –    | Jacques Swaters            | –   | –   | –   | –    | –    | 10  | NU  | –   | 0       |
| –    | Francisco Godia            | –   | –   | –   | –    | –    | –   | –   | 10  | 0       |
| –    | Bob Gerard                 | –   | –   | –   | –    | 11   | –   | –   | –   | 0       |
| –    | Duncan Hamilton            | –   | –   | –   | –    | 12   | NU  | –   | –   | 0       |
| –    | Harry Schell               | 12  | –   | –   | NU   | –    | –   | –   | –   | 0       |
| –    | Maurice Trintignant        | NP  | –   | –   | NU   | WD   | NU  | NU  | NU  | 0       |
| –    | David Murray               | –   | –   | –   | –    | NU   | K   | –   | –   | 0       |
| –    | Prince Bira                | –   | –   | WD  | NP   | –    | NP  | –   | NU  | 0       |
| –    | Chico Landi                | –   | –   | –   | –    | –    | NP  | NU  | NP  | 0       |
| –    | Toni Branca                | –   | –   | –   | –    | –    | NU  | –   | NP  | 0       |
| –    | Henri Louveau              | NU  | –   | –   | –    | –    | –   | –   | –   | 0       |
| –    | George Abecassis           | NU  | –   | –   | –    | –    | –   | –   | –   | 0       |
| –    | Peter Hirt                 | NU  | –   | –   | –    | –    | –   | –   | –   | 0       |
| –    | Tony Bettenhausen          | –   | NU  | –   | –    | –    | –   | –   | –   | 0       |
| –    | Duke Nalon                 | –   | NU  | –   | –    | –    | –   | –   | –   | 0       |
| –    | Gene Force                 | –   | NU  | –   | –    | –    | –   | –   | –   | 0       |
| –    | Sam Hanks                  | –   | NU  | –   | –    | –    | –   | –   | –   | 0       |
| –    | Bill Schindler             | –   | NU  | –   | –    | –    | –   | –   | –   | 0       |
| –    | Mauri Rose                 | –   | NU  | –   | –    | –    | –   | –   | –   | 0       |
| –    | Walt Faulkner              | –   | NU  | –   | –    | –    | –   | –   | –   | 0       |
| –    | Jimmy Davies               | –   | NU  | –   | –    | –    | –   | –   | –   | 0       |
| –    | Fred Agabashian            | –   | NU  | –   | –    | –    | –   | –   | –   | 0       |
| –    | Carl Scarborough           | –   | NU  | –   | –    | –    | –   | –   | –   | 0       |
| –    | Bill Mackey                | –   | NU  | –   | –    | –    | –   | –   | –   | 0       |
| –    | Chuck Stevenson            | –   | NU  | –   | –    | –    | –   | –   | –   | 0       |
| –    | Johnnie Parsons            | –   | NU  | –   | –    | –    | –   | –   | –   | 0       |
| –    | Cecil Green                | –   | NU  | –   | –    | –    | –   | –   | –   | 0       |
| –    | Troy Ruttman               | –   | NU  | –   | –    | –    | –   | –   | –   | 0       |
| –    | Duke Dinsmore              | –   | NU  | –   | –    | –    | –   | –   | –   | 0       |
| –    | Chet Miller                | –   | NU  | –   | –    | –    | –   | –   | –   | 0       |
| –    | Walt Brown                 | –   | NU  | –   | –    | –    | –   | –   | –   | 0       |
| –    | Rodger Ward                | –   | NU  | –   | –    | –    | –   | –   | –   | 0       |
| –    | Cliff Griffith             | –   | NU  | –   | –    | –    | –   | –   | –   | 0       |
| –    | Bill Vukovich              | –   | NU  | –   | –    | –    | –   | –   | –   | 0       |
| –    | George Connor              | –   | NU  | –   | –    | –    | –   | –   | –   | 0       |
| –    | Mack Hellings              | –   | NU  | –   | –    | –    | –   | –   | –   | 0       |
| –    | Johnny McDowell            | –   | NU  | –   | –    | –    | –   | –   | –   | 0       |
| –    | Joe James                  | –   | NU  | –   | –    | –    | –   | –   | –   | 0       |
| –    | Onofre Marimón             | –   | –   | –   | NU   | –    | –   | –   | –   | 0       |
| –    | Aldo Gordini               | –   | –   | –   | NU   | –    | –   | –   | –   | 0       |
| –    | John James                 | –   | –   | –   | –    | NU   | –   | –   | –   | 0       |
| –    | Philip Fotheringham-Parker | –   | –   | –   | –    | NU   | –   | –   | –   | 0       |
| –    | Joe Kelly                  | –   | –   | –   | –    | NU   | –   | –   | –   | 0       |
| –    | Paul Pietsch               | –   | –   | –   | –    | –    | NU  | –   | –   | 0       |
| –    | Georges Grignard           | –   | –   | –   | –    | –    | –   | –   | NU  | 0       |
| –    | Ken Richardson             | –   | –   | –   | –    | –    | –   | NW  | –   | 0       |
| –    | Juan Jover                 | –   | –   | –   | –    | –    | –   | –   | NW  | 0       |

‡ – samochód dzielony między kierowców.

## Statystyki

### Kierowcy
| P  | Imię i nazwisko         | Kraj              | Stajnia     | PKT     | 1 miejsca | 2 miejsca | 3 miejsca | P. pos |
| -- | ----------------------- | ----------------- | ----------- | ------- | --------- | --------- | --------- | ------ |
| 1  | Juan Manuel Fangio      | Argentyna         | Alfa Romeo  | 31 (37) | 3         | 2         | 0         | 4      |
| 2  | Alberto Ascari          | Włochy            | Ferrari     | 25 (28) | 2         | 1         | 0         | 2      |
| 3  | José Froilán González   | Argentyna         | Ferrari     | 24 (27) | 1         | 2         | 2         | 1      |
| 4  | Giuseppe Farina         | Włochy            | Alfa Romeo  | 19 (22) | 1         | 0         | 2         | 0      |
| 5  | Luigi Villoresi         | Włochy            | Ferrari     | 15 (18) | 0         | 0         | 2         | 0      |
| 6  | Piero Taruffi           | Włochy            | Ferrari     | 10      | 0         | 1         | 0         | 0      |
| 7  | Lee Wallard             | Stany Zjednoczone | KurtisKraft | 8       | 1         | 0         | 0         | 0      |
| 8  | Felice Bonetto          | Włochy            | Alfa Romeo  | 7       | 0         | 0         | 1         | 0      |
| 9  | Mike Nazaruk            | Stany Zjednoczone | KurtisKraft | 6       | 0         | 1         | 0         | 0      |
| 10 | Reg Parnell             | Wielka Brytania   | BRM         | 5       | 0         | 0         | 0         | 0      |
| 11 | Luigi Fagioli           | Włochy            | Alfa Romeo  | 4       | 0         | 1         | 0         | 0      |
| 12 | Consalvo Sanesi         | Włochy            | Alfa Romeo  | 3       | 0         | 0         | 0         | 0      |
| 13 | Andy Linden             | Stany Zjednoczone | Sherman     | 3       | 0         | 0         | 0         | 0      |
| 14 | Louis Rosier            | Francja           | Talbot-Lago | 3       | 0         | 0         | 0         | 0      |
| 15 | Bobby Ball              | Stany Zjednoczone | Schroeder   | 2       | 0         | 0         | 0         | 0      |
| 16 | Yves Giraud-Cabantous   | Francja           | Talbot-Lago | 2       | 0         | 0         | 0         | 0      |
| 17 | Emmanuel de Graffenried | Szwajcaria        | Maserati    | 2       | 0         | 0         | 0         | 0      |
| 18 | Jack McGrath            | Stany Zjednoczone | KurtisKraft | 2       | 0         | 0         | 1         | 0      |
| 19 | Manny Ayulo             | Stany Zjednoczone | KurtisKraft | 2       | 0         | 0         | 0         | 0      |

* Liczone były tylko 4 najlepsze wyniki w sezonie

### Konstruktorzy
Klasyfikację konstruktorów wprowadzono w 1958 r.